# Риза Каяалп
Риза Каяалп (тур. Rıza Kayaalp; нар. 10 жовтня 1989, Йозгат) —  турецький борець греко-римського стилю, п'ятиразовий призер та п'ятириразовий чемпіон світу, дворазовий призер та одинадцятиразовий чемпіон Європи, чемпіон Європейських ігор, дворазовий володар кубку світу, триразовий призер Олімпійських ігор.

## Життєпис
Боротьбою почав займатися з 2000 року. Неодноразовий призер та чемпіон світу серед кадетів і юніорів.
Виступає за борцівський клуб ASKI Анкара. Тренер — Мехмет Акіф Пірім.
Здобувши срібло на чемпіонаті світу 2023 року, отримав ліцензію на участь в турнірі з боротьби на літніх Олімпійських іграх 2024 року в Парижі. Однак його ліцензію тимчасово призупинили після того, як у його організмі було виявлено речовину зі списку заборонених Всесвітнім антидопінговим агентством начебто через ліки, які він використовував для лікування своєї хвороби.
Після цього інциденту Хамза Бакир був доданий до олімпійського списку у ваговій категорії до 130 кг замість Різи Каяалпа, якого вилучили зі складу національної збірної з греко-римської боротьби в Парижі на 2024 рік.

## Спортивні результати на міжнародних змаганнях

### Виступи на Олімпіадах
| Змагання                    | Збірна    | Вагова категорія                  | Місце  |
| --------------------------- | --------- | --------------------------------- | ------ |
| Літні Олімпійські ігри 2008 | Туреччина | греко-римська боротьба, до 120 кг | 19     |
| Літні Олімпійські ігри 2012 | Туреччина | греко-римська боротьба, до 120 кг | Бронза |
| Літні Олімпійські ігри 2016 | Туреччина | греко-римська боротьба, до 130 кг | Срібло |
| Літні Олімпійські ігри 2020 | Туреччина | греко-римська боротьба, до 130 кг | Бронза |

### Виступи на Чемпіонатах світу
| Змагання                        | Збірна    | Вагова категорія                  | Місце  |
| ------------------------------- | --------- | --------------------------------- | ------ |
| Чемпіонат світу з боротьби 2009 | Туреччина | греко-римська боротьба, до 120 кг | Бронза |
| Чемпіонат світу з боротьби 2010 | Туреччина | греко-римська боротьба, до 120 кг | Бронза |
| Чемпіонат світу з боротьби 2011 | Туреччина | греко-римська боротьба, до 120 кг | Золото |
| Чемпіонат світу з боротьби 2013 | Туреччина | греко-римська боротьба, до 120 кг | Срібло |
| Чемпіонат світу з боротьби 2014 | Туреччина | греко-римська боротьба, до 130 кг | Срібло |
| Чемпіонат світу з боротьби 2015 | Туреччина | греко-римська боротьба, до 130 кг | Золото |
| Чемпіонат світу з боротьби 2017 | Туреччина | греко-римська боротьба, до 130 кг | Золото |
| Чемпіонат світу з боротьби 2019 | Туреччина | греко-римська боротьба, до 130 кг | Золото |
| Чемпіонат світу з боротьби 2022 | Туреччина | греко-римська боротьба, до 130 кг | Золото |
| Чемпіонат світу з боротьби 2023 | Туреччина | греко-римська боротьба, до 130 кг | Срібло |

### Виступи на Чемпіонатах Європи
| Змагання                         | Збірна    | Вагова категорія                  | Місце  |
| -------------------------------- | --------- | --------------------------------- | ------ |
| Чемпіонат Європи з боротьби 2009 | Туреччина | греко-римська боротьба, до 120 кг | 10     |
| Чемпіонат Європи з боротьби 2010 | Туреччина | греко-римська боротьба, до 120 кг | Золото |
| Чемпіонат Європи з боротьби 2011 | Туреччина | греко-римська боротьба, до 120 кг | Срібло |
| Чемпіонат Європи з боротьби 2012 | Туреччина | греко-римська боротьба, до 120 кг | Золото |
| Чемпіонат Європи з боротьби 2013 | Туреччина | греко-римська боротьба, до 120 кг | Золото |
| Чемпіонат Європи з боротьби 2014 | Туреччина | греко-римська боротьба, до 130 кг | Золото |
| Чемпіонат Європи з боротьби 2016 | Туреччина | греко-римська боротьба, до 130 кг | Золото |
| Чемпіонат Європи з боротьби 2017 | Туреччина | греко-римська боротьба, до 130 кг | Золото |
| Чемпіонат Європи з боротьби 2018 | Туреччина | греко-римська боротьба, до 130 кг | Золото |
| Чемпіонат Європи з боротьби 2019 | Туреччина | греко-римська боротьба, до 130 кг | Золото |
| Чемпіонат Європи з боротьби 2020 | Туреччина | греко-римська боротьба, до 130 кг | 7      |
| Чемпіонат Європи з боротьби 2021 | Туреччина | греко-римська боротьба, до 130 кг | Золото |
| Чемпіонат Європи з боротьби 2022 | Туреччина | греко-римська боротьба, до 130 кг | Золото |
| Чемпіонат Європи з боротьби 2023 | Туреччина | греко-римська боротьба, до 130 кг | Золото |
| Чемпіонат Європи з боротьби 2024 | Туреччина | греко-римська боротьба, до 130 кг | Срібло |

### Виступи на Європейських іграх
| Змагання              | Збірна    | Вагова категорія                  | Місце  |
| --------------------- | --------- | --------------------------------- | ------ |
| Європейські ігри 2015 | Туреччина | греко-римська боротьба, до 130 кг | Золото |

### Виступи на Кубках світу
| Змагання                    | Збірна    | Вагова категорія                  | Місце  |
| --------------------------- | --------- | --------------------------------- | ------ |
| Кубок світу з боротьби 2010 | Туреччина | греко-римська боротьба, до 120 кг | Срібло |
| Кубок світу з боротьби 2011 | Туреччина | греко-римська боротьба, до 120 кг | Золото |
| Кубок світу з боротьби 2012 | Туреччина | греко-римська боротьба, до 120 кг | Золото |
| Кубок світу з боротьби 2015 | Туреччина | греко-римська боротьба, до 130 кг | 4      |

### Виступи на Всесвітніх іграх військовослужбовців
| Змагання                                | Збірна    | Вагова категорія                  | Місце  |
| --------------------------------------- | --------- | --------------------------------- | ------ |
| Всесвітні ігри військовослужбовців 2019 | Туреччина | греко-римська боротьба, до 130 кг | Золото |

### Виступи на Середземноморських іграх
| Змагання                    | Збірна    | Вагова категорія                  | Місце  |
| --------------------------- | --------- | --------------------------------- | ------ |
| Середземноморські ігри 2009 | Туреччина | греко-римська боротьба, до 120 кг | Золото |
| Середземноморські ігри 2013 | Туреччина | греко-римська боротьба, до 120 кг | Золото |

### Виступи на Чемпіонатах світу серед студентів
| Змагання                                        | Збірна    | Вагова категорія                  | Місце  |
| ----------------------------------------------- | --------- | --------------------------------- | ------ |
| Чемпіонат світу з боротьби серед студентів 2010 | Туреччина | греко-римська боротьба, до 120 кг | Золото |

### Виступи на інших змаганнях
| Змагання                                     | Збірна    | Вагова категорія                  | Місце  |
| -------------------------------------------- | --------- | --------------------------------- | ------ |
| Турнір Дана Колова — Николи Петрова 2007     | Туреччина | греко-римська боротьба, до 120 кг | Золото |
| Золотий Гран-прі з боротьби 2008             | Туреччина | греко-римська боротьба, до 120 кг | Золото |
| Турнір Дана Колова — Николи Петрова 2008     | Туреччина | греко-римська боротьба, до 120 кг | Золото |
| Турнір Вехбі Емре 2010                       | Туреччина | греко-римська боротьба, до 120 кг | Золото |
| Золотий Гран-прі з боротьби 2010 (Сомбатгей) | Туреччина | греко-римська боротьба, до 120 кг | Золото |
| Золотий Гран-прі з боротьби 2010 (Баку)      | Туреччина | греко-римська боротьба, до 120 кг | Золото |
| Турнір Вехбі Емре 2011                       | Туреччина | греко-римська боротьба, до 120 кг | Золото |
| Золотий Гран-прі з боротьби 2011 (Баку)      | Туреччина | греко-римська боротьба, до 120 кг | Золото |
| Тестовий турнір FILA 2011                    | Туреччина | греко-римська боротьба, до 120 кг | Золото |
| Турнір Вехбі Емре 2013                       | Туреччина | греко-римська боротьба, до 120 кг | Золото |
| Літня Універсіада 2013                       | Туреччина | греко-римська боротьба, до 120 кг | Золото |
| Вогні Москви 2013                            | Туреччина | греко-римська боротьба, до 120 кг | Золото |
| Турнір Вехбі Емре 2014                       | Туреччина | греко-римська боротьба, до 130 кг | Золото |
| Золотий Гран-прі з боротьби 2014 (Сомбатгей) | Туреччина | греко-римська боротьба, до 130 кг | Золото |
| Турнір Вехбі Емре і Гаміта Каплана 2015      | Туреччина | греко-римська боротьба, до 130 кг | Золото |
| Гран-прі Німеччини з боротьби 2016           | Туреччина | греко-римська боротьба, до 130 кг | Золото |
| Клубний чемпіонат світу з боротьби 2016      | Туреччина | команда                           | Срібло |
| Турнір Вехбі Емре і Гаміта Каплана 2017      | Туреччина | греко-римська боротьба, до 130 кг | Золото |
| Турнір Дана Колова — Николи Петрова 2018     | Туреччина | греко-римська боротьба, до 130 кг | Золото |
| Турнір Вехбі Емре і Гаміта Каплана 2018      | Туреччина | греко-римська боротьба, до 130 кг | Золото |
| Клубний чемпіонат світу з боротьби 2018      | Туреччина | команда                           | 4      |
| Відкритий чемпіонат Загреба з боротьби 2020  | Туреччина | греко-римська боротьба, до 130 кг | Золото |
| Меморіал Маттео Пелліконе 2021               | Туреччина | греко-римська боротьба, до 130 кг | Золото |
| Турнір Вехбі Емре і Гаміта Каплана 2022      | Туреччина | греко-римська боротьба, до 130 кг | Бронза |
| Меморіал Маттео Пелліконе 2022               | Туреччина | греко-римська боротьба, до 130 кг | Золото |
| Меморіал Імре Поляка та Яноша Варги 2023     | Туреччина | греко-римська боротьба, до 130 кг | 10     |
| Меморіал Імре Поляка та Яноша Варги 2024     | Туреччина | греко-римська боротьба, до 130 кг | 5      |

### Виступи на змаганнях молодших вікових груп
| Змагання                                       | Збірна    | Вагова категорія                  | Місце  |
| ---------------------------------------------- | --------- | --------------------------------- | ------ |
| Чемпіонат Європи з боротьби серед кадетів 2005 | Туреччина | греко-римська боротьба, до 100 кг | Золото |
| Чемпіонат Європи з боротьби серед кадетів 2006 | Туреччина | греко-римська боротьба, до 100 кг | Золото |
| Чемпіонат Європи з боротьби серед юніорів 2006 | Туреччина | греко-римська боротьба, до 96 кг  | Срібло |
| Чемпіонат світу з боротьби серед юніорів 2006  | Туреччина | греко-римська боротьба, до 96 кг  | 16     |
| Чемпіонат Європи з боротьби серед юніорів 2007 | Туреччина | греко-римська боротьба, до 120 кг | Бронза |
| Чемпіонат світу з боротьби серед юніорів 2007  | Туреччина | греко-римська боротьба, до 120 кг | Срібло |
| Чемпіонат світу з боротьби серед юніорів 2008  | Туреччина | греко-римська боротьба, до 120 кг | Золото |
| Чемпіонат Європи з боротьби серед юніорів 2009 | Туреччина | греко-римська боротьба, до 120 кг | Золото |
| Чемпіонат світу з боротьби серед юніорів 2009  | Туреччина | греко-римська боротьба, до 120 кг | Золото |